# Retábulo de Cervara
O Retábulo de Cervara ou Políptico de Cervara foi um retábulo de painel de óleo sobre carvalho pintado pelo pintor flamengo Gerard David no início do século XVI para o altar-mor da Abadia de la Cervara, na Ligúria, Itália.

## História
Foi encomendado pelo nobre genovês Vincenzo Sauli em 7 de setembro de 1506, conforme datado em um documento do século XVII - o nome de Sauli é pintado acima dos pés da Virgem Maria no painel central. David pintou-o em Bruges e foi instalado na Abadia em 1507.